# Rubus idaeus
Il lampone (Rubus idaeus L., 1753) è un arbusto da frutto appartenente alla famiglia delle Rosaceae; l'omonimo frutto, di colore rosso e sapore dolce-acidulo, è molto apprezzato da solo o come ingrediente nelle preparazioni alimentari.

## Descrizione

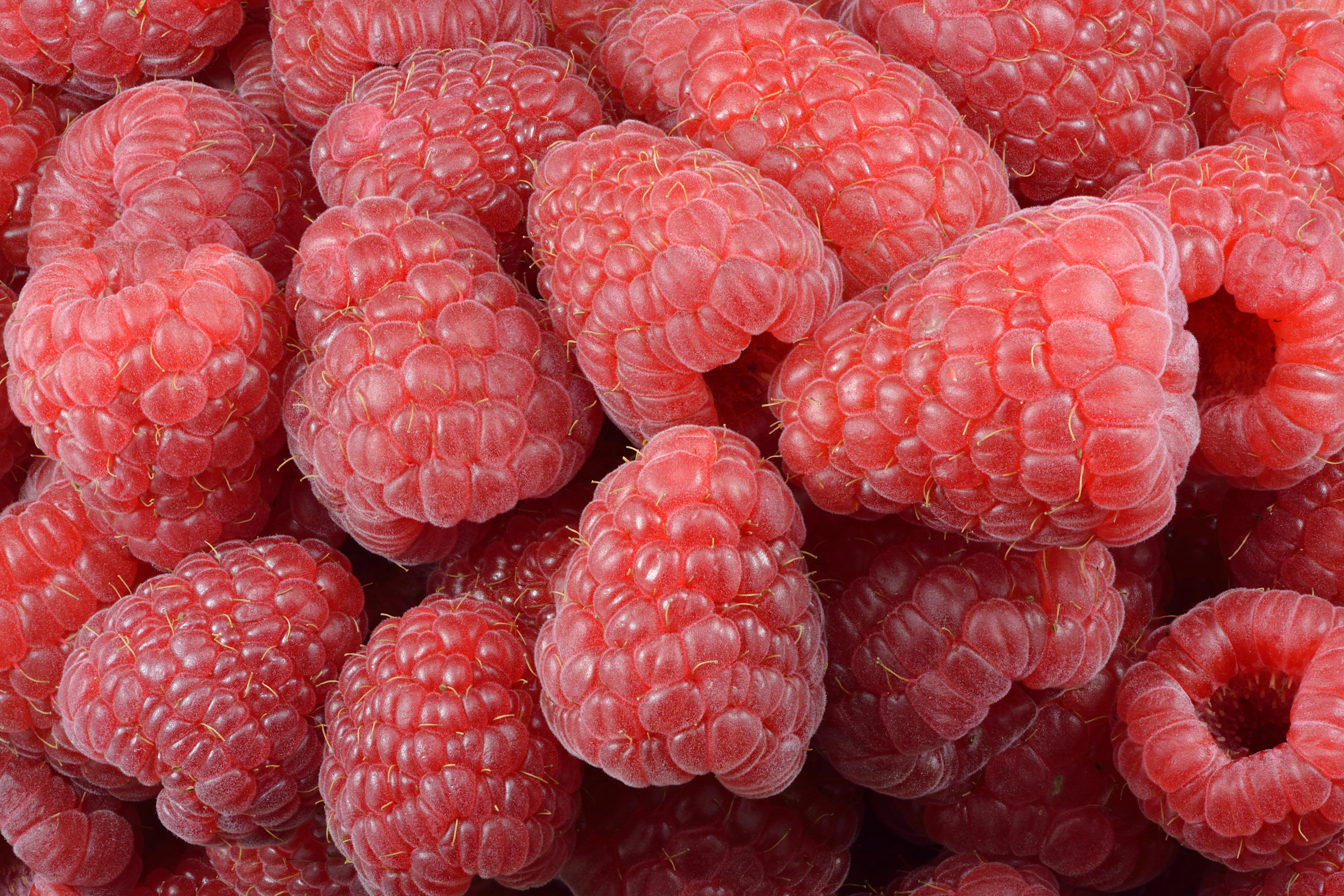
Lamponi

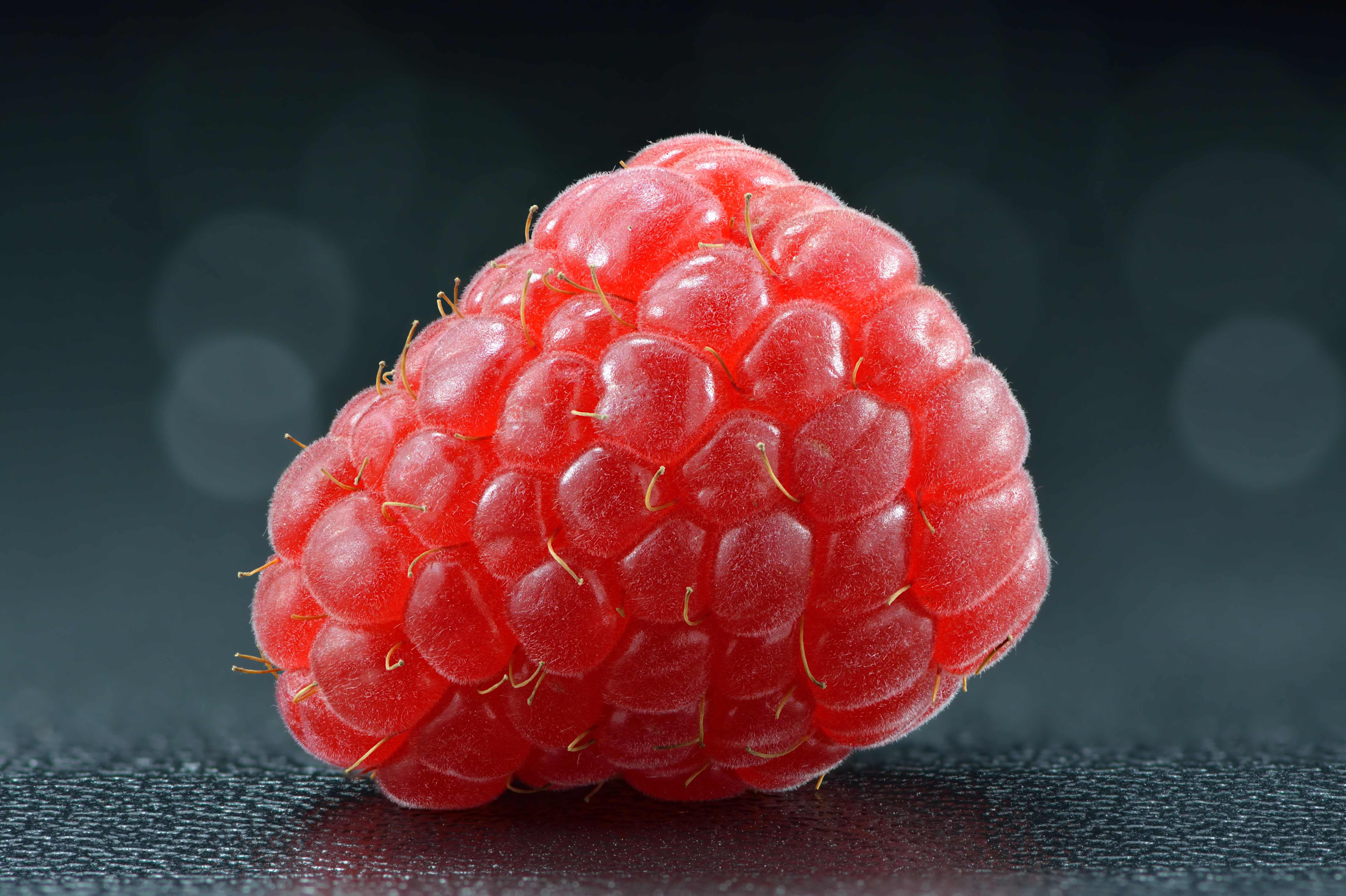

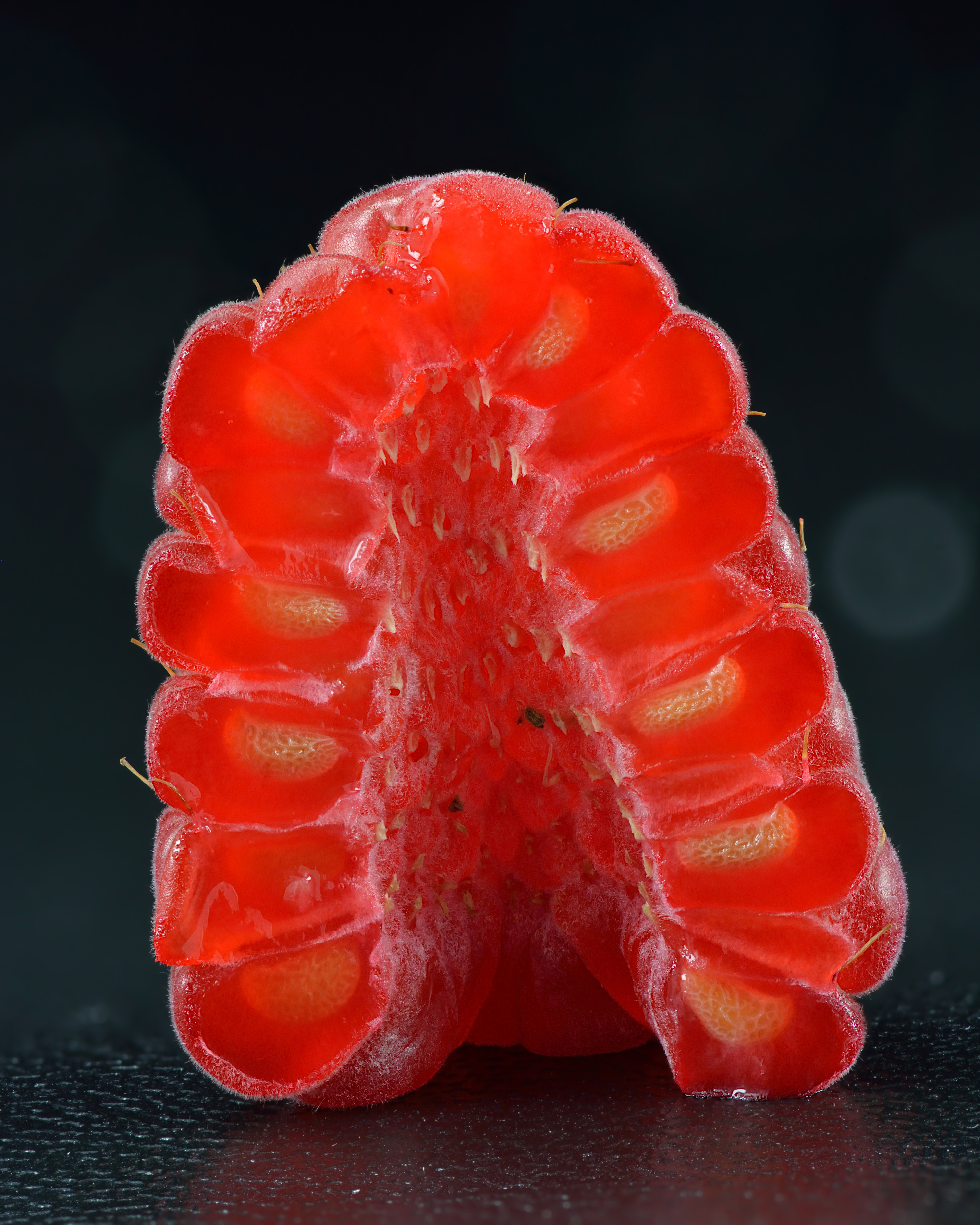
Frutto sezionato

La fioritura avviene normalmente tra maggio e giugno mentre il frutto, composito, matura in tarda estate o inizio autunno.
Cresce tipicamente negli spazi aperti all'interno di un bosco o colonizza opportunisticamente parti di bosco che sono state oggetto di incendi o taglio del legno.
È facilmente coltivabile nelle regioni temperate e ha una tendenza a diffondersi rapidamente. Il frutto del lampone è un aggregato di drupe.
È un arbusto latifoglia e caducifoglia e produce molti polloni. La pianta può raggiungere 1,8 metri di altezza. Si riproduce per divisione dei polloni (getti nuovi che partono alla base della pianta): si trapiantano in autunno, spuntandoli a un'altezza di 20-30cm.
Ci sono varietà a frutto rosso o giallo. Nero è il colore di Rubus occidentalis, arbusto americano in genere commercializzato come "lampone nero" benché sia una specie a sé stante, con verghe dal tronco rossiccio e di dimensioni maggiori, e con frutti di sapore diverso. 

## Distribuzione e habitat
Cresce anche selvatico in zone collinari e di montagna del centro Europa. Il lampone predilige i luoghi parzialmente ombrosi e terreni sub-acidi e freschi.

## Coltivazione
Tra i lamponi ci sono varietà bifere, che producono frutti due volte all'anno, e unifere, che producono frutti una sola volta all'anno. Produce annualmente molti polloni dalle radici, ma ognuno vive due anni, è cioè biennale. I polloni producono frutti al secondo anno in luglio-agosto, dopodiché seccano e vanno tagliati. Nel caso di biferi producono frutti già al primo anno in settembre-ottobre.

## Usi

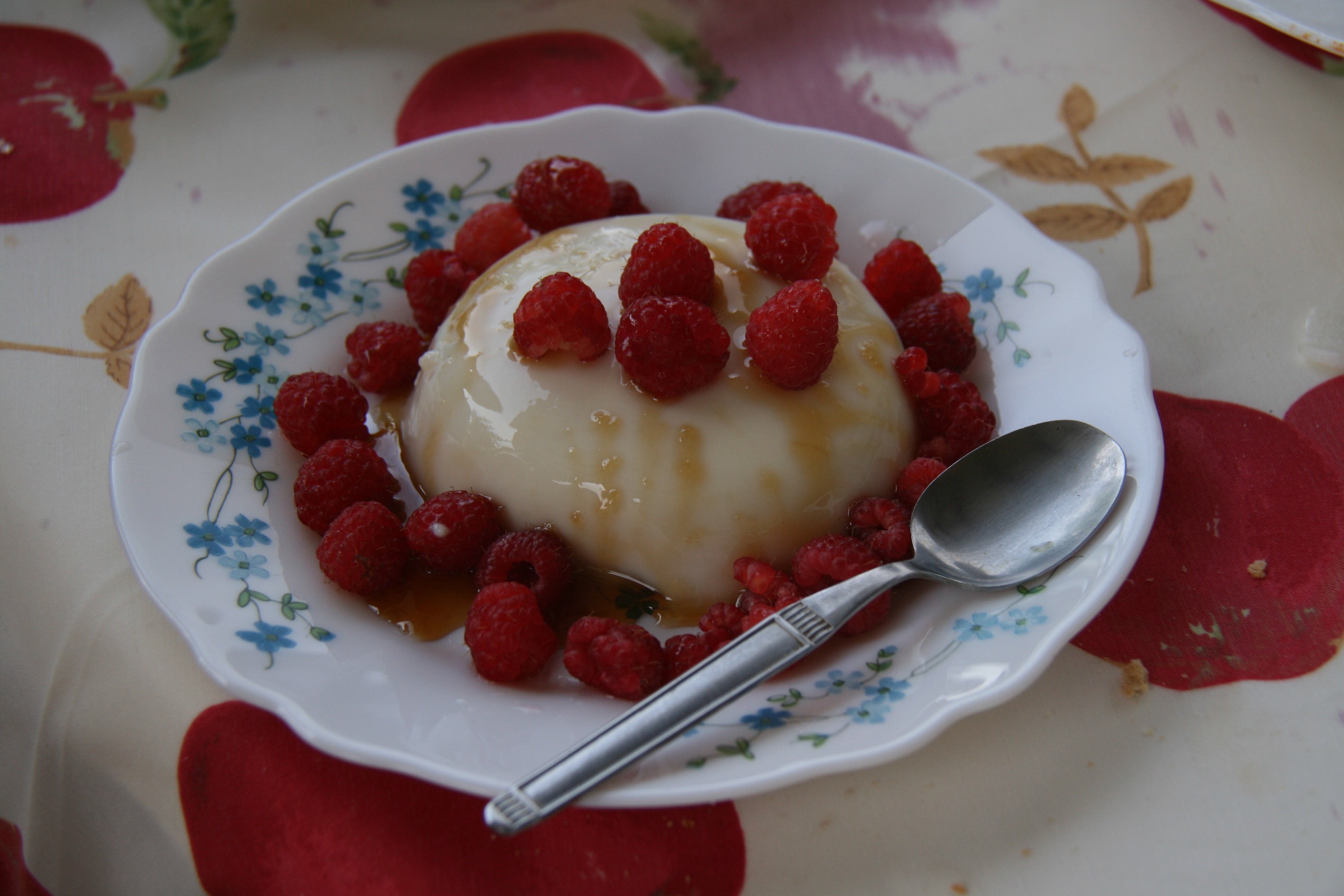
Dessert di lamponi con formaggio fresco e miele

Il lampone è una pianta mellifera e bottinata dalle api; è usato per ricavarne del miele, ma si produce quello monoflorale solo in certe zone dove è sufficientemente diffuso.
I frutti sono normalmente utilizzati nella preparazione di confetture, sciroppi e gelatine. È da notare che la maggior parte delle cultivar di lampone commerciale non sono costituiti da Rubus idaeus puri, bensì da ibridi tra rubus idaeus e rubus strigosus, per quanto quest'ultimo in passato era comunque considerato una sottospecie di Rubus idaeus.
I principi attivi contenuti nella pianta sono i tannini, la vitamina C, il flavone e acidi organici.
Come erba medicinale ed erba officinale il lampone può essere usato come diuretico e colagogo.
L'infuso di foglie è utile contro la diarrea. L'estratto di foglie e gemme è consigliato negli ultimi mesi di gravidanza per tonificare i muscoli dell'utero e migliorare le contrazioni.

## Produzione
| Maggiori produttori di lamponi (2012) (in tonnellate) | Maggiori produttori di lamponi (2012) (in tonnellate) |
| ----------------------------------------------------- | ----------------------------------------------------- |
| Russia                                                | 133 000                                               |
| Polonia                                               | 127 055                                               |
| Stati Uniti                                           | 100 775                                               |
| Serbia                                                | 96 078                                                |
| Ucraina                                               | 30 300                                                |
| Messico                                               | 17 009                                                |
| Regno Unito                                           | 15 100                                                |
| Spagna                                                | 13 100                                                |
| Azerbaigian                                           | 11 600                                                |
| Canada                                                | 10 870                                                |
| Mondo                                                 | 597 917                                               |